# La Civilisation à travers les âges
La Civilisation à travers les âges er en fransk stumfilm fra 1908 af Georges Méliès.